# ریپا تیاتینا
ریپا تیاتینا (به ایتالیایی: Ripa Teatina) یک کومونه در ایتالیا است که در استان کییتی واقع شده‌است. ریپا تیاتینا ۲۰ کیلومتر مربع مساحت و ۴٬۱۹۹ نفر جمعیت دارد و ۱۹۹ متر بالاتر از سطح دریا واقع شده‌است.

## خواهرخوانده
شهرهای ریبرآ پرتو، براکتون، ماساچوست، Sequals و سن بارتولومئو این گولدو خواهرخوانده‌های ریپا تیاتینا هستند.